# Нугманов, Бейбит Азатович
Бейбит Азатович Нугманов (р.29 июня 1985) — казахский борец греко-римского стиля, призёр чемпионатов Азии.

## Биография
Родился в 1985 году в Кустанае. В 2006 году завоевал бронзовую медаль чемпионата Азии, но на чемпионате мира стал лишь 30-м. В 2008 году стал бронзовым призёром престижного турнира имени Дэйва Шульца. В 2011 году вновь стал бронзовым призёром чемпионата Азии. В 2012 году завоевал бронзовую медаль турнира имени Ивана Поддубного.